# Nam-Ngum-Talsperre
Die Nam-Ngum-Talsperre ist die erste und größte Talsperre der Demokratischen Volksrepublik Laos. Sie staut den Nam Ngum etwa 90 Kilometer nördlich der laotischen Hauptstadt Vientiane. Die Staumauer wurde zwischen 1968 und 1984 in 3 Etappen errichtet und dient primär der Energieversorgung, wobei ein Großteil der Elektrizität nach Thailand exportiert wird. Die Talsperre dient aber auch zur Flutkontrolle, zur Bewässerung und als Tourismusziel. Der See ist von der Hauptstadt aus über die Nationalstraße 13 und Vientiane-Boten Expressway zu erreichen. Das Wasserkraftwerk wird von der staatlichen Électricité du Laos betrieben. Die Generatoren haben eine Leistung von 155 Megawatt. Die technischen Einrichtungen wurden 2010 mit Hilfe der Japan International Cooperation Agency modernisiert.